# 山川氏棘花鱸
山川棘花鮨，又稱山川氏棘花鱸，俗名為花鱸，為輻鰭魚綱鱸形目鱸亞目鮨科的其中一個種。

## 分布
本魚分布於西北太平洋，包括台灣及日本海域。

## 深度
水深100~250公尺。

## 特徵
本魚體呈黃橙色，腹部較淡，體側散布黑色之小斑點，但以側線上方部分較為明顯。體長橢圓形，側扁而高，前上頷骨之後突不超過額骨之間；鋤骨上有V形齒簇。頭背部略為弧形；眶間區平坦。眼稍大，長於或等於吻長。口大；上下頜前端具小犬齒。頭顱較長且低，前鰓蓋骨下緣具二枚前向棘。體被細小櫛鱗，主上頜骨及頤部無鱗；側線完整，側線鱗孔數31~35枚，側線上鱗列數4，喉部無鱗。背鰭硬棘10枚，軟條16~18枚，第4或5棘最長；臀鰭硬棘3枚，軟條7枚；腹鰭腹位，末端延伸不及肛門開口；胸鰭延長，中央之鰭條長於上下方之鰭條，鰭條13枚，部份鰭條有分支；尾鰭內凹形。體長可達20公分。

## 生態
大多棲息於較深之岩礁海域，為肉食性魚類，以其他魚類、甲殼類為食。

## 經濟利用
為經濟性的食用魚，適合紅燒。